# Campionato nordico di calcio 1937-1947
Il Campionato nordico di calcio 1937-1947 (Nordisk Mesterskap 1937-1947) fu la quarta edizione del Campionato nordico di calcio, competizione calcistica per nazione riservata ai paesi scandinavi. La competizione si svolse in forma itinerante dal 13 giugno 1937 al 10 ottobre 1947 e vide la partecipazione di quattro squadre: Danimarca, Finlandia, Norvegia e Svezia.

## Formula
- Qualificazioni

Nessuna fase di qualificazione. Le squadre sono qualificate direttamente alla fase finale.
- Fase finale

Girone unico - 4 squadre, giocano partite di andata e ritorno per due turni. La vincente si laurea campione dei Paesi Nordici.

## Squadre partecipanti
| Pr. | Squadra   | Data di qualificazione certa | Partecipante in quanto | Partecipazioni precedenti al torneo | Ultima presenza |
| --- | --------- | ---------------------------- | ---------------------- | ----------------------------------- | --------------- |
| 1   | Danimarca | -                            | Qualificata di diritto | 3 (1924-1928, 1929-1932, 1933-1936) | 1933-1936       |
| 2   | Finlandia | -                            | Qualificata di diritto | 2 (1929-1932, 1933-1936)            | 1933-1936       |
| 3   | Norvegia  | -                            | Qualificata di diritto | 3 (1924-1928, 1929-1932, 1933-1936) | 1933-1936       |
| 4   | Svezia    | -                            | Qualificata di diritto | 3 (1924-1928, 1929-1932, 1933-1936) | 1933-1936       |

Nella sezione "partecipazioni precedenti al torneo", le date in grassetto indicano che la nazione ha vinto quella edizione del torneo, mentre le date in corsivo indicano la nazione ospitante.

## Fase finale

### Girone unico

#### Classifica
| Pos | Squadra   | P.ti | G  | V | N | P  | GF | GS | DR  |
| --- | --------- | ---- | -- | - | - | -- | -- | -- | --- |
| 1   | Svezia    | 18   | 12 | 9 | 0 | 3  | 41 | 16 | +25 |
| 2   | Danimarca | 15   | 12 | 7 | 1 | 4  | 34 | 21 | +13 |
| 3   | Norvegia  | 12   | 12 | 5 | 2 | 5  | 31 | 30 | +1  |
| 4   | Finlandia | 3    | 12 | 1 | 1 | 10 | 12 | 51 | -39 |

#### Risultati
| Arbitro: | Peters |

|                                                        |           |               |
| Kleven 20’ Søbirk 30’, 59’ K. Hansen 64’ Rasmussen 89’ | Marcatori | 23’ Martinsen |

| Arbitro: | Kolbjørn Dæhlen |

|                                               |           |  |
| Bunke 60’, 82’ Persson 65’ Kurt Svanström 68’ | Marcatori |  |

| Arbitro: | Flisberg |

|  |           |                    |
|  | Marcatori | 21’, 53’ Martinsen |

| Arbitro: | Arthur Barton |

|                                     |           |                         |
| Brustad 44’ Isaksen 74’ Kvammen 76’ | Marcatori | 55’ Johansson 82’ Bunke |

| Arbitro: | Jewell |

|             |           |                         |
| Persson 86’ | Marcatori | 18’ Andersen 58’ Søbirk |

| Arbitro: | Birlem |

|                             |           |            |
| Andersen 48’ Friedmann 586’ | Marcatori | 24’ Mäkelä |

| Arbitro: | Laursen |

|                                                                                 |           |  |
| Isaksen 3’ Brustad 11’, 22’, 25’, 33’ Kvammen 17’, 51’ Andersen 67’ Arnesen 70’ | Marcatori |  |

| Arbitro: | Kristiansen |

|  |           |            |
|  | Marcatori | 34’ Nyberg |

| Arbitro: | Bauwens |

|                          |           |                                               |
| Lintamo 2’ Granström 37’ | Marcatori | 27’, 67’ Lagerkrantz 51’ Bergström 74’ Nyberg |

| Arbitro: | Eklöv |

|                          |           |                 |
| Lintamo 12’ Lehtonen 46’ | Marcatori | 59’ A. Sørensen |

| Arbitro: | Eklöv |

|             |           |               |
| Arnesen 33’ | Marcatori | 33’ K. Hansen |

| Arbitro: | Jimmy Jewell |

|                        |           |                                        |
| Persson 27’ Nyberg 66’ | Marcatori | 16’ Brustad 18’ Brynildsen 35’ Nordahl |

| Arbitro: | Reidar Randers Johansen |

|                                                           |           |               |
| Nilsson 10’ (aut.) Persson 30’, 64’, 67’ Grahn 35’ (rig.) | Marcatori | 13’ Andresson |

| Arbitro: | Eklöv |

|            |           |                          |
| Eronen 63’ | Marcatori | 7’ Andersen 40’ Frøistad |

| Arbitro: | Eklind |

|                                                                                                |           |               |
| Nielsen 24’ Thiesen 39’, 57’, 89’ Lindbäck 48’ (aut.) Jørgensen 67’ Albrechtsen 77’ Søbirk 87’ | Marcatori | 69’ Granström |

| Arbitro: | Einer Ulrich |

|                      |           |                                 |
| Navestad 8’ Yven 84’ | Marcatori | 19’, 73’ Nyberg 81’ Lennartsson |

| Arbitro: | Dæhlen |

|                                                    |           |              |
| Lennartsson 35’ Johansson 43’ Nyström 57’ Dahl 84’ | Marcatori | 7’ Jørgensen |

| Arbitro: | Eklind |

|                                                 |           |                |
| Albrechtsen 6’ Friedmann 49’ Jørgensen 68’, 85’ | Marcatori | 34’ Brynildsen |

| Arbitro: | Reader |

|                  |           |                                           |
| K. A. Hansen 57’ | Marcatori | 7’, 22’ Nordahl 33’ Liedholm 49’ Lindskog |

| Arbitro: | Aksel Asmussen |

|                                                                         |           |  |
| Liedholm 4’, 52’ Nordahl 5’, 30’, 40’ Gren 9’ (rig.) Turunen 78’ (aut.) | Marcatori |  |

| Arbitro: | Laursen |

|                              |           |                                              |
| Reunanen 14’ Myntti 20’, 23’ | Marcatori | 22’ Dahlen 41’ Sørensen 88’, rig’ Brynildsen |

| Arbitro: | Nilsson |

|                                    |           |                                                       |
| Thoresen 35’ Osnes 42’ (rig.), 71’ | Marcatori | 1’ (aut.) G. Hansen 10’, 82’ J. Hansen 13’, 83’ Præst |

| Arbitro: | Reader |

|                                       |           |             |
| Liedholm 9’ Nordahl 21’, 70’ Gren 71’ | Marcatori | 41’ Kvammen |

| Arbitro: | Andersson |

|                                         |           |            |
| J. Hansen 2’ Præst 4’, 23’ Sørensen 57’ | Marcatori | 80’ Stolpe |

## Statistiche

### Classifica marcatori
| Gol |  |  | Giocatore            | Squadra   |
| --- |  |  | -------------------- | --------- |
| 7   |  |  | Gunnar Nordahl       | Svezia    |
| 6   |  |  | Erik Persson         | Svezia    |
| 6   |  |  | Arne Brustad         | Norvegia  |
| 5   |  |  | Arne Nyberg          | Svezia    |
| 4   |  |  | Pauli Jørgensen      | Danimarca |
| 4   |  |  | Reidar Kvammen       | Norvegia  |
| 4   |  |  | Nils Liedholm        | Svezia    |
| 4   |  |  | Helmuth Søbirk       | Danimarca |
| 4   |  |  | Karl Aage Præst      | Danimarca |
| 3   |  |  | Torkild Andersen     | Norvegia  |
| 3   |  |  | Knut Brynildsen      | Norvegia  |
| 3   |  |  | Alf Martinsen        | Norvegia  |
| 3   |  |  | Lennart Bunke        | Svezia    |
| 3   |  |  | Jørgen Wagner Hansen | Danimarca |
| 3   |  |  | Oskar Theisen        | Danimarca |